# Neomixis
Neomixis är ett fågelsläkte i familjen cistikolor inom ordningen tättingar. Släktet omfattar tre till fyra arter som förekommer på Madagaskar:
- Gulbröstad jery (N. tenella)
- Grönjery (N. viridis)
- Strimmig jery (N. striatigula)
  - "Halvökenjery" (N. [s.] pallidior) – urskiljs som egen art av Birdlife International